# Ronny Beblik
Ronny Beblik (Karl-Marx-Stadt, RDA, 12 de mayo de 1986) es un deportista alemán que compitió en boxeo.
Ganó una medalla de bronce en el Campeonato Mundial de Boxeo Aficionado de 2009 y una medalla de bronce en el Campeonato Europeo de Boxeo Aficionado de 2010.

## Palmarés internacional
| Campeonato Mundial | Campeonato Mundial | Campeonato Mundial | Campeonato Mundial |
| Año                | Lugar              | Medalla            | Categoría          |
| ------------------ | ------------------ | ------------------ | ------------------ |
| 2009               | Milán (Italia)     | Medalla de bronce  | 51 kg              |
| Campeonato Europeo |                    |                    |                    |
| Año                | Lugar              | Medalla            | Categoría          |
| 2010               | Moscú (Rusia)      | Medalla de bronce  | 51 kg              |